# 舊大溪橋
24°56′31″N 121°53′43″E / 24.9419279970401°N 121.895355472666°E
舊大溪橋，為台灣宜蘭縣的一座公路橋樑，介於宜蘭線鐵路與北部濱海公路之間，依山傍海，橋面寬五公尺，跨越大溪川。2002年12月27日公告為縣定古蹟。

## 歷史背景
舊大溪橋竣工於1941年，為蘭陽平原於日治時期至今所保留四座橋樑之一。1978年5月北部濱海公路新大溪橋完工通車後即取代其功能。目前此橋為居民與北側大溪漁港及社區公園間之要道。

## 建築特色
舊大溪橋以混凝土築成五個圓拱以支撐橋面，橋面寬五米，實心混凝土護欄造型典雅，間以三角弧洩水口。主要結構體保存良好，原部份護欄龜裂或傾毀，並重以混凝土施作橋面舖約二十公分厚混凝土分，上塗紅漆，使得護欄高度相對減低，南側圓拱因土石雜草堆積而阻塞。此外，為減弱水流衝擊，橋墩下半部有向外突出的三角形分水尖設計。

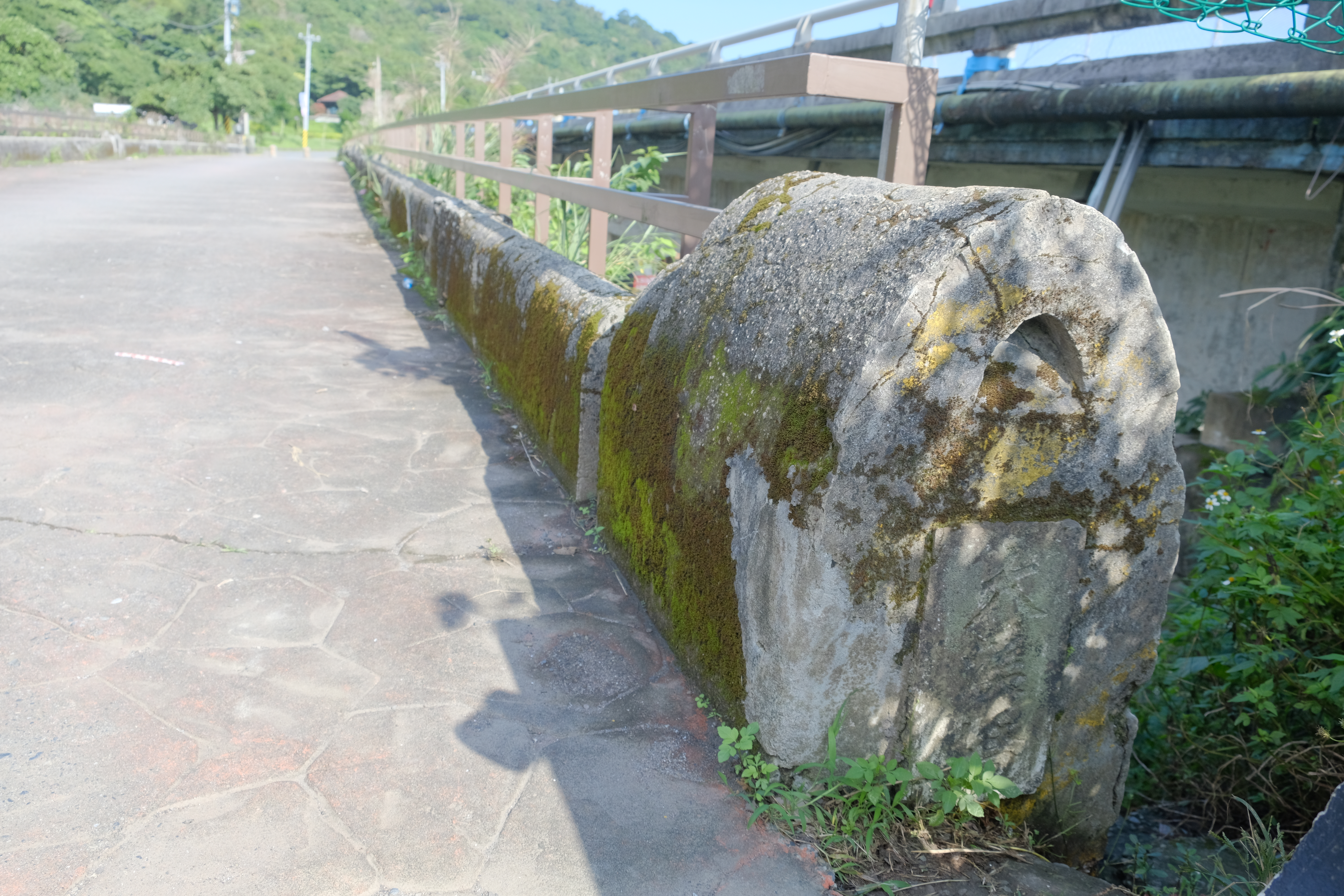
舊大溪橋
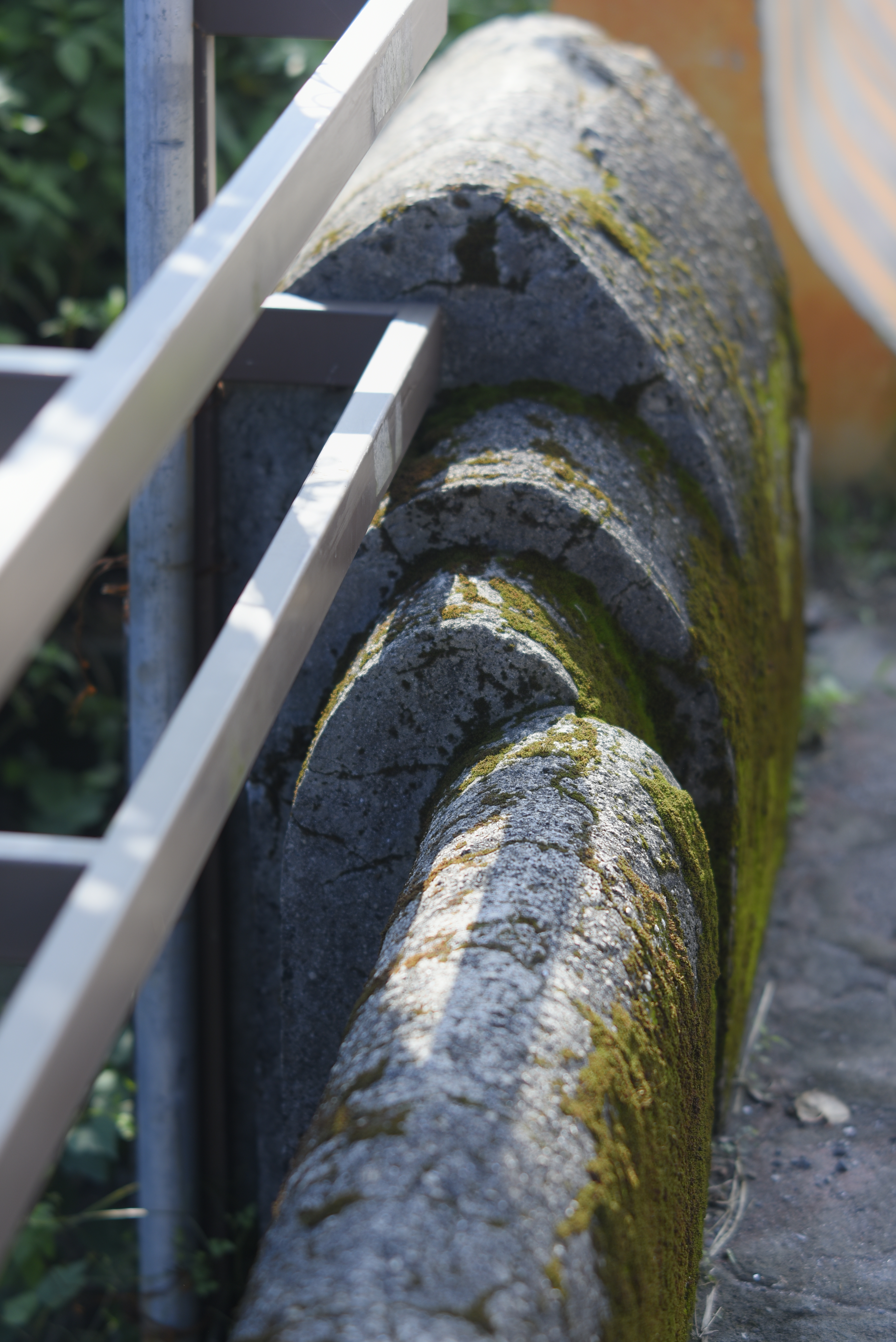
舊大溪橋頭
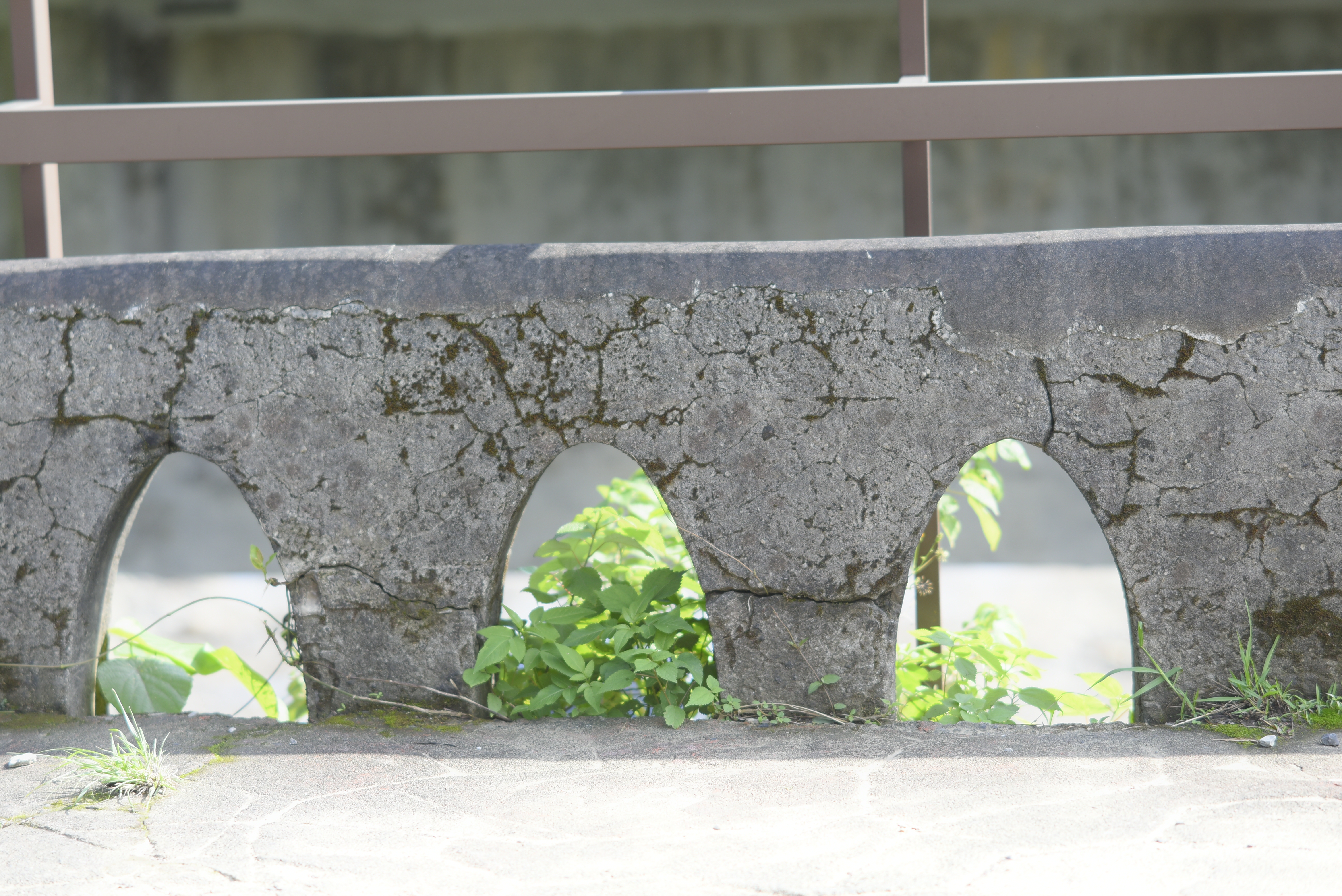
三洩水口
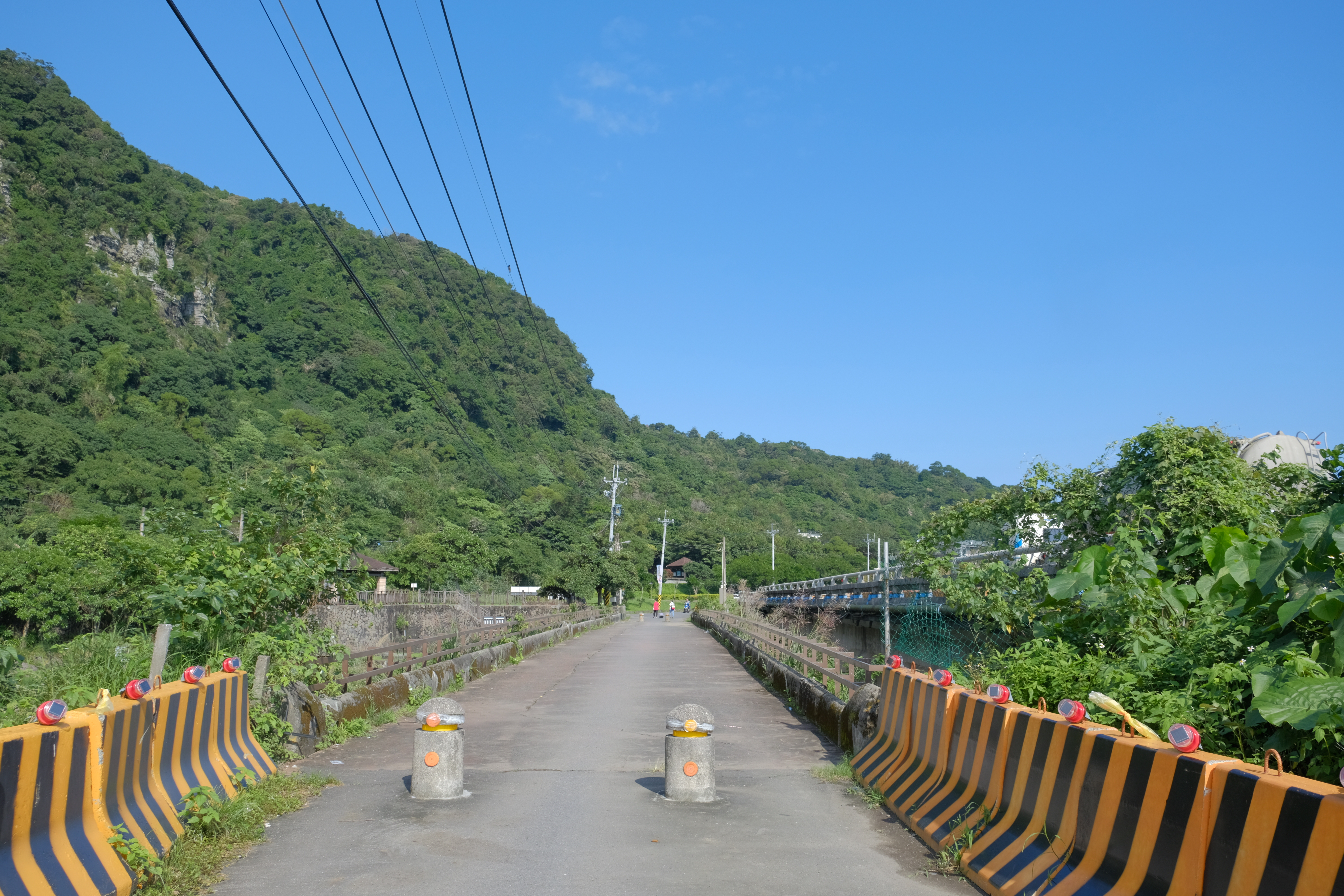
舊大溪橋
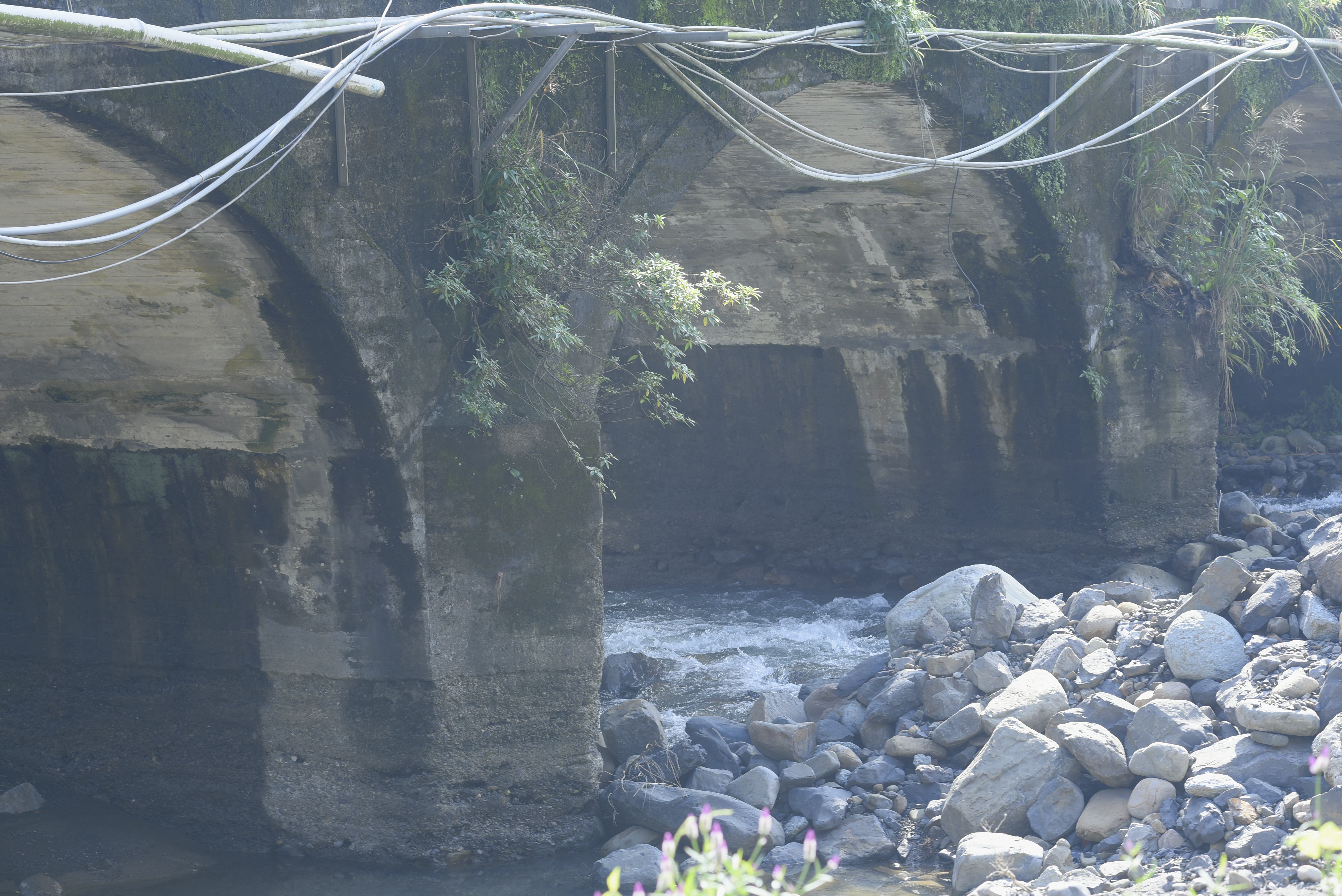
三角形分水尖